# Guinea i olympiska sommarspelen 1968
Guinea deltog i de olympiska sommarspelen 1968 med en trupp bestående av femton deltagare, samtliga män, vilka deltog i fotbollsturneringen. Laget tog ingen medalj.

## Fotboll
- Laguppställning:[2]

Pierre Bangoura
Boyua Folle Camara
Mamadou Yamador Camara
Mamadouba Resmu Camara
Morlaye Camara
Soulegmane Cherif
Sekou Conde
Ali Badara Dia
Ibrahima Kandia Diallo
Ibrahima Fofana
Ibrahima Sory Keita
Amadou Sankon
Mamadi Sano
Mamadouba Soumah
Soriba Soumah
- Gruppspel:[3]

| Lag       | S | V | O | F | GM | IM | MS | P |
| --------- | - | - | - | - | -- | -- | -- | - |
| Frankrike | 3 | 2 | 0 | 1 | 8  | 4  | +4 | 4 |
| Mexiko    | 3 | 2 | 0 | 1 | 6  | 4  | +2 | 4 |
| Colombia  | 3 | 1 | 0 | 2 | 4  | 5  | −1 | 2 |
| Guinea    | 3 | 1 | 0 | 2 | 4  | 9  | −5 | 2 |